# NGC 4066
NGC 4066是一个位于后发座的椭圆星系，距离地球3.4亿光年，1785年4月27日由威廉·赫歇爾发现，属于NGC 4065星系群。